# Przełom (1944–1945)
Przełom – niemiecki gadzinowy polskojęzyczny dwutygodnik społeczno-polityczny wydawany przez Urząd Propagandy Generalnego Gubernatorstwa. Ukazywał się od kwietnia 1944 do stycznia 1945 w szczytowym momencie osiągając nakład 200 tysięcy egzemplarzy.
Redaktorem naczelnym „Przełomu” był Jan Emil Skiwski. Oprócz Skiwskiego swoje teksty w dwutygodniku zamieszczali Feliks Burdecki i Jerzy de Nisau. „Przełom” szatą graficzną przypominał gazety podziemne i rozprowadzany był poprzez podrzucanie do skrzynek pocztowych oraz sprzedawany przez kolporterów na ulicach. Chodziło o to by stworzyć wrażenie, że jest to gazeta „czysto-polska” i nie jest wydawana przez Niemców.
Treścią „Przełomu” były teksty antykomunistyczne, nawołujące do wspólnej z Niemcami walki przeciwko Sowietom i wzywające do obrony substancji biologicznej narodu polskiego przed niemieckimi represjami, poprzez zaprzestanie antyniemieckiego sabotażu który zdaniem redaktorów pisma powodował niewspółmierne do efektów straty wśród ludności cywilnej. Artykuły publikowane w „Przełomie” prezentowały wartości pacyfistyczne, polskiego patriotyzmu oraz europejskiego federalizmu. Środowiska tworzące pismo uznawały swoje podejście za najbardziej realistyczne wobec istniejącej sytuacji wojennej. W piśmie nie było tekstów antypolskich, a autorom zdarzało się krytykować Niemców.
Piotr Kosmala określił „Przełom” najważniejszym organem polskich intelektualistów przekonanych o konieczności współpracy z okupującymi Polskę Niemcami (pośród innych wydawnictw prezentujących tę linię ideologiczną).